# Betacom
Betacom Spółka Akcyjna – polskie przedsiębiorstwo informatyczne z siedzibą w Warszawie, założone w 1995, notowane na Giełdzie Papierów Wartościowych.

## Działalność
Betacom jest producentem oprogramowania przeznaczonego dla przedsiębiorstw i administracji publicznej. Świadczy usługi w zakresie projektowania, wdrażania i integracji systemów informatycznych. W ofercie ma oprogramowanie własne bądź innych producentów, obejmujące m.in.: e-learning, system obiegu dokumentów, elektroniczne formularze, archiwum akt kadrowych, obsługę rynków elektronicznych, zarządzanie gospodarką remontową. Tworzy także oprogramowanie na zamówienie. Za pośrednictwem spółki BI Insight SA świadczy usługi związane z business intelligence.
Betacom posiada oddziały w Lublinie, Łodzi, Gdańsku i we Wrocławiu.

## Historia
Betacom Polska sp. z o.o. powstała w 1995 i zajmowała się początkowo dystrybucją oprogramowania, a od 1997 także integracją systemów informatycznych. W 2000 została przekształcona w spółkę akcyjną. W 2001 została dystrybutorem oprogramowania e-learningowego firmy Saba Software. W 2004 zadebiutowała na warszawskiej giełdzie. W 2005 utworzyła ogólnopolską sieć serwisową. W 2006 wraz z Gilon Business Insight utworzyła spółkę BI Insight SA.

## Akcjonariat
Według danych z maja 2008 największymi znanymi akcjonariuszami spółki są: Robert Fręchowicz (11,98% akcji i tyle samo głosów na WZA), Jarosław Gutkiewicz (11,88%) i Mirosław Załęski (10,10%). Pozostali posiadają 66,04% akcji i głosow.